# 史趙
史趙，名趙，春秋时期晋国史官。
前543年二月二十二日，晋悼公夫人请为杞国筑城的役卒吃饭。绛县一老人没有儿子而自己服役，也去接受夫人的饭食。问他的年龄，他说自己是正月初一甲子日出生，已经过了四百四十五个甲子日了，最末一个甲子日到今天正好是二十天。回到朝廷里询问，史赵说：“亥字是‘二’字头‘六’字身，把‘二’拿下来当作身子，这就是他的日子数。”士文伯说：“那么是二万六千六百六十天了。”季武子认为晋国不能轻视：有赵文子做正卿，有伯瑕（士文伯）做辅佐，有史赵、師曠可以咨询，有叔向、女齊做国君的师保。前534年，游吉辅佐鄭簡公到晋国祝贺虒祁之宫的落成。史赵见到游吉，说：“大家互相欺骗，也太过分了。可以吊唁的事，反而又来祝贺。”游吉说：“怎么会吊唁啊，大概不仅我国祝贺，天下都将会来祝贺。”楚灵王攻克陈国，以穿封戌为陈公。晋平公问史赵：“陈国大概就此灭亡了吧。”史赵说：“不会。”晋平公问缘故。史赵回答：“陈国，是颛顼的后代。岁星运行到鹑火星次，颛顼氏最终灭亡。陈国也将会和颛顼氏一样。现在岁星在析木星次（箕宿、斗宿间）的银河中，陈国还将会复兴。而且陈氏要在齐国取得政权，之后才最终灭亡。这一族从幕直到瞽叟都没有违背天命，舜又增加盛德，德行一直落到虞遂的身上。虞遂的后代继续保持。到了胡公满不淫，所以周朝给他赐姓，让他祭祀虞帝。臣听说，盛德定会享有百代的祭祀。现在虞的世数不满一百，将会继续在齐国保持，其征兆已经有了。” 前531年九月，鲁国安葬齐归，鲁昭公不悲痛。晋国来送葬的士人，回去把情况告诉史赵。史赵说：“昭公一定会寄居到郊外。”侍从的人问缘故。史赵说：“他是归氏的儿子，不想念母亲，祖先不会保佑他的。”前486年，赵鞅为救援郑国而占卜，得到水流向火的卦象，询问史赵。史赵说：“卦象如同河水涨满，不能游渡；郑国有罪，不可相救，救援郑国就不吉利，不知其他（伐齐）。”《汉书·古今人表》将他定位四等中上。